# Hugo Morales
Hugo Morales, född den 30 juli 1974 i Buenos Aires, Argentina, är en argentinsk före detta fotbollsspelare. Vid fotbollsturneringen under OS 1996 i Atlanta deltog han i det argentinska lag som tog silver. 